# Oumarou Alma

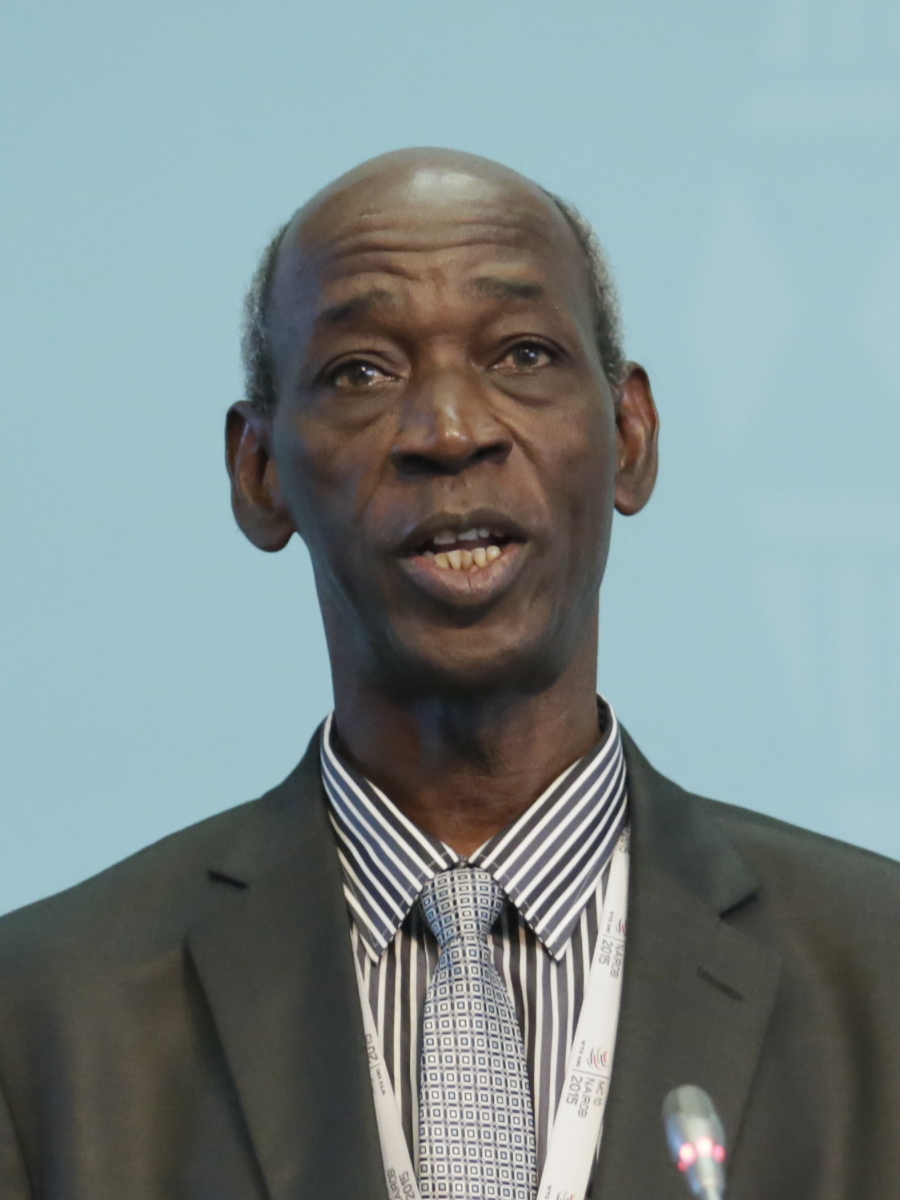
Oumarou Alma (2015)

Oumarou Malam Alma (* 7. Juni 1951 in Kantché; † 7. März 2025) war ein nigrischer Manager und Politiker.

## Leben
Oumarou Alma besuchte die Grundschule in seinem Geburtsort Kantché, eine Mittelschule in Magaria und das Lycée National in der Hauptstadt Niamey, das er 1971 mit dem Baccalauréat abschloss. Er studierte anschließend an der Universität Lomé in Togo, gefolgt von der Universität Abidjan in der Elfenbeinküste, an der er 1975 eine Licence in Rechtswissenschaft machte. Er beendete seine universitäre Ausbildung 1976 an der Université libre de Bruxelles in Belgien, die er mit einer Licence in Versicherungsrecht und einer Maîtrise in öffentlicher Gesundheit verließ.
Zurück in Niger, arbeitete Oumarou Alma ab 1976 in der öffentlichen Verwaltung. Er gehörte zu den Gründern der nigrischen Versicherungsgesellschaft Société Nigérienne d’Assurances et de Réassurances (SNAR-Leyma), für die er ab 1977 als stellvertretender Generaldirektor und von 1988 bis 1993 als Generaldirektor tätig war. Ab den späten 1980er Jahren wirkte Alma zusätzlich als Präsident des Verwaltungsrats mehrerer Unternehmen, darunter der Bankgesellschaft SONIBANK, und als Administrator des staatlichen Hôtel Gawèye in der Hauptstadt. Ferner wurde er Ehrenpräsident des Fußballvereins Sahel SC.
Bei der Nationalkonferenz von 1991, die den Übergang Nigers zu einer Mehrparteiendemokratie einleitete, gehörte er dem Vorbereitungskomitee an und wirkte als Delegierter. Alma schloss sich der ehemaligen Einheitspartei Nationale Bewegung der Entwicklungsgesellschaft (MNSD-Nassara) an und übernahm den Vorsitz der Parteisektion von Zinder. Er wurde als Abgeordneter des Wahlkreises Kantché bei den Parlamentswahlen von 1999 in die Nationalversammlung gewählt, der er bis 2009 angehörte. Dort war er als Vorsitzender der Finanzkommission tätig.
Der MNSD-Nassara-Kandidat Mamadou Tandja gewann die Präsidentschaftswahlen von 1999 und holte Oumarou Alma als Minister für Privatisierung und Unternehmensrestrukturierung in seine erste, am 5. Januar 2000 gebildete Regierung. Das Ministerium war neu geschaffen worden. In dieser Funktion wurde Alma am 17. September 2001 von Ministerin Fatima Trapsida abgelöst. Ab 2007 gehörte er dem Verwaltungsrat der Bankengruppe Banque Atlantique an.
Der seit 2011 amtierende Staatspräsident Mahamadou Issoufou von der Nigrischen Partei für Demokratie und Sozialismus (PNSD-Tarayya) bildete am 13. August 2013 eine neue Regierung, in die er auch Funktionäre der nunmehrigen Oppositionspartei MNSD-Nassara einband. Oumarou Alma wurde als Nachfolger von Saley Saïdou Minister für Handel und Förderung des Privatsektors. Er wurde daraufhin im Februar 2014 aus dem MNSD-Nassara ausgeschlossen und wurde bald darauf stellvertretender Parteivorsitzender der unter der Führung von Albadé Abouba stehenden MNSD-Nassara-Abspaltung Patriotische Bewegung für die Republik (MPR-Jamhuriya).
Alma blieb zunächst auch in der am 11. April 2016 nach der Wiederwahl von Staatspräsident Issoufou gebildeten Regierung Minister für Handel und Förderung des Privatsektors, schied dann jedoch am 20. Oktober 2016 aus der Regierung aus. Anfang 2020 stellten sich mehrere Parteifunktionäre – neben Oumarou Alma etwa auch der ehemalige Parlamentspräsident Amadou Salifou – und ihre Gefolgschaft gegen den MPR-Jamhuriya-Vorsitzenden Albadé Abouba und traten aus der Partei aus. Alma wurde Parteivorsitzender des Bündnisses für Frieden und Fortschritt (RPP-Farilla), dessen Gründungskongress am 27. September 2020 stattfand. Bei den Präsidentschaftswahlen von 2020 erzielte er als Kandidat des RPP-Farilla 2,47 % der Stimmen und wurde siebter von dreißig Kandidaten. Der Wahlsieger Mohamed Bazoum (PNDS-Tarayya) ernannte ihn in seiner am 7. April 2021 gebildeten Regierung zum Verkehrsminister.
Bazoums Regierung wurde beim Militärputsch am 26. Juli 2023 abgesetzt. Oumarou Alma wurde verhaftet. In der vom neuen Machthaber Abdourahamane Tiani am 9. August 2023 ernannten Regierung übernahm Salissou Mahaman Salissou als Minister für Verkehr und Infrastruktur seine Agenden.
Oumarou Alma starb am 7. März 2025 im Alter von 73 Jahren.